# Israel Start-Up Nation/2021
Deze pagina geeft een overzicht van UCI World Tour wielerploeg Israel Start-Up Nation in 2021.

## Algemeen
Algemeen manager: Kjell Carlström
Teammanager: Rik Verbrugghe
Ploegleiders: René Andrle, Claudio Cozzi, Dirk Demol, Zakkari Dempster, Oscar Guerrero, Lionel Marie, Dror Pekatch, Cherie Pridham, Nicki Sørensen en Eric Van Lancker
Fietsen: De Rosa

## Renners
| Naam                 | Geboortedatum | Nationaliteit       | Ploeg 2020                          |
| -------------------- | ------------- | ------------------- | ----------------------------------- |
| Rudy Barbier         | 18-12-1992    | Frankrijk           |                                     |
| Sebastian Berwick    | 15-12-1999    | Australië           | St. George Continental Cycling Team |
| Patrick Bevin        | 15-02-1991    | Nieuw-Zeeland       | CCC Team                            |
| Jenthe Biermans      | 30-10-1995    | België              |                                     |
| Guillaume Boivin     | 25-05-1989    | Canada              |                                     |
| Matthias Brändle     | 7-12-1989     | Oostenrijk          |                                     |
| Alexander Cataford   | 01-09-1993    | Canada              |                                     |
| Davide Cimolai       | 13-08-1989    | Italië              |                                     |
| Alessandro De Marchi | 19-05-1986    | Italië              | CCC Team                            |
| Alex Dowsett         | 03-10-1988    | Verenigd Koninkrijk |                                     |
| Itamar Einhorn       | 20-09-1997    | Israël              |                                     |
| Chris Froome         | 20-05-1985    | Verenigd Koninkrijk | Team INEOS Grenadiers               |
| Omer Goldstein       | 13-08-1996    | Israël              |                                     |
| André Greipel        | 16-07-1982    | Duitsland           |                                     |
| Carl Fredrik Hagen   | 26-09-1991    | Noorwegen           | Lotto Soudal                        |
| Ben Hermans          | 08-06-1986    | België              |                                     |
| Hugo Hofstetter      | 13-02-1994    | Frankrijk           |                                     |
| Reto Hollenstein     | 22-08-1985    | Zwitserland         |                                     |
| Daryl Impey          | 06-12-1984    | Zuid-Afrika         | Mitchelton-Scott                    |
| Taj Jones *          | 26-07-2000    | Australië           | Israël Start-Up Academy             |
| Daniel Martin        | 20-08-1986    | Ierland             |                                     |
| Krists Neilands      | 18-08-1994    | Letland             |                                     |
| Guy Niv              | 08-03-1994    | Israël              |                                     |
| James Piccoli        | 05-09-1991    | Canada              |                                     |
| Alexis Renard        | 01-06-1999    | Frankrijk           |                                     |
| Guy Sagiv            | 05-12-1994    | Israël              |                                     |
| Mads Würtz Schmidt   | 31-03-1994    | Denemarken          |                                     |
| Norman Vahtra        | 23-11-1996    | Estland             |                                     |
| Tom Van Asbroeck     | 19-04-1990    | België              |                                     |
| Sep Vanmarcke        | 28-07-1988    | België              | EF Education First Pro Cycling      |
| Michael Woods        | 16-02-1990    | Canada              | EF Education First Pro Cycling      |
| Rick Zabel           | 07-12-1993    | Duitsland           |                                     |

* Per 1 juli 2021

### Vertrokken
| Naam              | Geboortedatum | Nationaliteit    | Ploeg 2021            |
| ----------------- | ------------- | ---------------- | --------------------- |
| Matteo Badilatti  | 30-07-1992    | Zwitserland      | Groupama-FDJ          |
| Travis McCabe     | 12-05-1989    | Verenigde Staten | gestopt               |
| Daniel Navarro    | 18-07-1983    | Spanje           | Burgos-BH             |
| Nils Politt       | 06-03-1994    | Duitsland        | BORA-hansgrohe        |
| Mihkel Räim       | 03-07-1993    | Estland          | Mazowsze Serce Polski |
| Patrick Schelling | 01-05-1990    | Zwitserland      | gestopt               |
| Rory Sutherland   | 08-02-1982    | Australië        | gestopt               |

## Overwinningen
| Nationale kampioenschappen wielrennen Denemarken - wegwedstrijd: Mads Würtz Schmidt Israël - tijdrit: Omer Goldstein Oostenrijk - tijdrit: Matthias Brändle Canade - wegwedstrijd: Guillaume Boivin Ronde van de Alpes-Maritimes en de Var 2e etappe: Michael Woods Tirreno-Adriatico 6e etappe: Mads Würtz Schmidt Internationale Wielerweek 1e etappe b (TTT): *1) Ronde van de Alpen Bergklassement: Alessandro De Marchi Ronde van Romandië 4e etappe: Michael Woods | Mallorca Challenge Trofeo Alcúdia-Port d'Alcúdia: André Greipel Ruta del Sol 4e etappe: André Greipel Ronde van Italië 17e etappe: Daniel Martin Ronde van Zwitserland Bergklassement: Michael Woods Ronde van de Apennijnen Ben Hermans Arctic Race of Norway 3e etappe: Ben Hermans Eindklassement: Ben Hermans | Ronde van Poitou-Charentes in Nouvelle-Aquitaine 4e etappe: Ben Hermans Ronde van Slowakije 4e etappe: Itamar Einhorn Ronde van de Drie Valleien Alessandro de Marchi |

*1): Ploeg Internationale Wielerweek: Berwick, Brändle, De Marchi, Dowsett, Hermans, Niv, Piccoli
AG2R-Citroën · Astana-Premier Tech · Bahrain-Victorious · BORA-hansgrohe · Cofidis, Solutions Crédits · Deceuninck–Quick-Step · EF Education-Nippo · Groupama-FDJ · INEOS Grenadiers · Intermarché-Wanty-Gobert Matériaux · Israel Start-Up Nation · Lotto Soudal · Movistar Team · Team BikeExchange · Team DSM · Team Jumbo-Visma · Team Qhubeka NextHash · Trek-Segafredo · UAE Team Emirates
2020 · 2021 · 2022 · 2023 · 2024 · 2025